# Tarzan Americano
Tarzan Americano (American Tarzan, em inglês) é um reality televisionado pelo Discovery Channel, que estreou em 7 de junho de 2016 nos Estados Unidos. No Brasil a estreia aconteceu dia 22 de janeiro de 2017. Na série, sete competidores devem enfrentar obstáculos naturais em uma remota ilha no Caribe. O vencedor será eleito o Tarzan Americano.

## Sinopse
O reality mostra uma competição dentre sete concorrentes – cinco homens e duas mulheres – que lutam contra os elementos naturais na ilha caribenha de Dominica, atravessando obstáculos em quatro tipos distintos de terreno: selva, costa, montanhas e rios/cânions. O objetivo é conseguir sobreviver nas mesmas condições que os primeiros habitantes do planeta, utilizando apenas de ferramentas rudimentares, resistência psicológica e força. Aquele que chegar primeiro à linha de chegada, na formação rochosa conhecida como “Chapéu da Bruxa”, ganha o título de Tarzan Americano.
No primeiro episódio, serão mostrados como foram os dois dias iniciais de competição, quando os competidores serão deixados em canoas, a 8km da costa. Eles terão que remar por uma hora para chegar ao delta do rio que os leva ao coração da selva. Em seguida, precisarão passar por uma escalada de 15 metros utilizando apenas cipós e raízes, até chegarem ao vale para montar um acampamento para a primeira noite. No dia seguinte, os sete participantes vão encarar um pântano e uma trilha íngreme. 

## Participantes
- Jeremy Guarino

Cidade Natal: Buffalo, NY
Profissão: Empresário
Idade: 28
Habilidades: Parkour e escalada
Fraquezas: Medo de altura
- Timothy Reames

Cidade Natal: Austin, TX
Profissão: Empreiteiro militar
Idade: 34
Habilidades: Natação e sobrevivência
Fraquezas: Tornozelo lesionado
- Timothy Olson

Cidade Natal: Boulder, CO
Profissão: Corredor
Idade: 32
Habilidades: Corrida e pesca
Fraquezas: Habilidades de sobrevivência
- Maria Herrera

Cidade Natal: San Diego, CA
Profissão: Corredora e bartender
Idade: 34
Habilidades: Escalada e busca por alimentos
Fraquezas: Natação
- Brandon Morrison

Cidade Natal: Seattle, WA
Profissão: Atleta de Strongman
Idade: 28
Habilidades: Levantamento de potência e criação de ferramentas primitivas
Fraquezas: Corrida
- Kim Liszka

Cidade Natal: Macungie, PA
Profissão: Enfermeira
Idade: 42
Habilidades: Corrida de longa distância e resistência mental
Fraquezas: Escalada com corda
- Derek Knutson

Cidade Natal: Hayward, Wisconsin
Profissão: Profissional de Timbersports
Idade: 29
Habilidades: Escalada e caça
Fraquezas: Corrida